# Aedes hendersoni
Aedes hendersoni é um espécie de mosquito do Género Aedes, pertencente à família Culicidae.